# Pseudisobrachium
Pseudisobrachium is een geslacht van vliesvleugelige insecten van de familie platkopwespen (Bethylidae).

## Soorten
- P. fialai Hoffer, 1936
- P. intermedium Kieffer, 1904
- P. pubescens Kieffer, 1906
- P. subcyaneum (Haliday, 1838)